# Spetsnaz
Spetsnaz (en rus:спецназ), (/ʃpecnaz/ en AFI), és la contracció de Войска специального назначения, Voiska spetsiàlnogo naznatxénia, que literalment significa unitats per a missions específiques, i que es fa servir genèricament per a referir-se a les forces especials militars i policials russes.
Aquestes forces especials es van crear en finalitzar la Segona Guerra Mundial. Durant el conflicte, l'Exèrcit Roig operava amb destacaments de forces de tasques especials després de les línies enemigues. Aquestes forces depenien del KGB i funcionaven com a unitats contrarevolucionàries. Després de la mort del líder soviètic Ióssif Stalin, les unitats es van reorganitzar com a part de l'Exèrcit, a càrrec del Ministeri d'Interior (MVD). S'han destacat en missions com l'Operació Tempesta - 333.1

## Spetsnaz GRU
La Spetsnaz GRU és la unitat d'operacions especials del Directori Principal d'Intel·ligència, el servei d'intel·ligència de les Forces Armades de la Federació Russa. Formada el 24 d'octubre de 1950, la Spetsnaz GRU va ser la primera unitat que va rebre el nom de spetsnaz. No solament és una de les millors infanteries al món, ells també fan servir un dels millors mètodes de combat al món. A causa del seu caràcter secret, les unitats de Spetsnaz GRU no tenen noms com els spetsnaz l'FSB o el MVD, sinó que només té una numeració (com per exemple «18aBrigada Spetsnaz»). La informació que es coneix sobre les operacions dels Spetsnaz GRU és molt reduïda, però se sap que han participat àmpliament en conflictes com els de l'Afganistan, i a Txetxènia.